# Gustavo Sebba
Gustavo Koppan Faiad Sebba, mais conhecido como Gustavo Sebba (Catalão, 14 de março de 1987) é médico e um político brasileiro.

## Biografia
Filho do ex-deputado e ex prefeito de Catalão, Jardel Sebba, o deputado sempre militou na política. Ainda jovem começou a participar de entidades estudantis que representam alunos, movimentos populares e espaços internos do partido.
Formou-se em Medicina, na Universidade de Uberaba (Uniube) e atuou como médico na região mineira e em Franca, município de São Paulo. Em terras goianas, atendeu nos municípios próximos à cidade de Catalão. Em Goiânia, trabalhou no cais Deputado João Natal, no setor Vila Nova e, posteriormente, foi aprovado no concurso de residência médica em Dermatologia no HDT. Pela residência, ainda atuou no Hospital Geral de Goiânia (HGG) e no Hospital das Clínicas (HC).
No início de 2014, trancou sua residência médica, quando iniciou seu projeto político. Já em sua primeira eleição, com 33.760 votos em 187 municípios, foi o décimo oitavo deputado estadual mais bem votado no estado de Goiás. Recém-chegado ao Parlamento goiano, foi escolhido para assumir a liderança da bancada do PSDB, a maior da Casa.
Em junho de 2015 o PSDB goiano realizou convenção para eleger a nova presidência do partido. O deputado estadual e líder do PSDB na Assembleia Legislativa, Gustavo Sebba assumiu, junto com o novo comando, o cargo de segundo vice-presidente do partido.